# Chung (Pjongjang)
Chung (kor. 중구역, Chung-guyŏk, Pjongjang-Centrum) – jedna z 19 dzielnic stolicy Korei Północnej, Pjongjangu. Stanowi centralną części miasta. Na jej terenie znajduje się wiele najważniejszych w Korei Północnej budynków, miejsc i instytucji państwowych. W 2008 roku liczyła 131 333 mieszkańców. Składa się z 19 osiedli (kor. dong). Graniczy z dzielnicami P’yŏngch’ŏn od zachodu i Moranbong od północy, od wschodu i południa otoczona przez rzekę Taedong, a od północnego zachodu przez rzekę Pot'ong i dzielnicę Pot’onggang. Na terenie dzielnicy znajdują się cztery stacje pjongjańskiego metra, obsługujące linie Mangyŏngdae i Ch’ŏllima: Yŏnggwang (linia Mangyŏngdae; „Chwała”), Ponghwa („Pochodnia”), Sŭngni („Zwycięstwo”) i T’ŏngil (trzy ostatnie stacje na linii Ch’ŏllima; „Zjednoczenie”). W granicach administracyjnych dzielnicy znajduje się wzgórze Mansudae (wys. 84 m n.p.m.), na którym stoją najważniejsze w kraju pomniki przywódców Korei Północnej: Kim Ir Sena oraz Kim Dzong Ila. Obok znajduje się Muzeum Rewolucji oraz siedziba Najwyższego Zgromadzenia Ludowego, parlamentu KRLD.

## Podział administracyjny dzielnicy

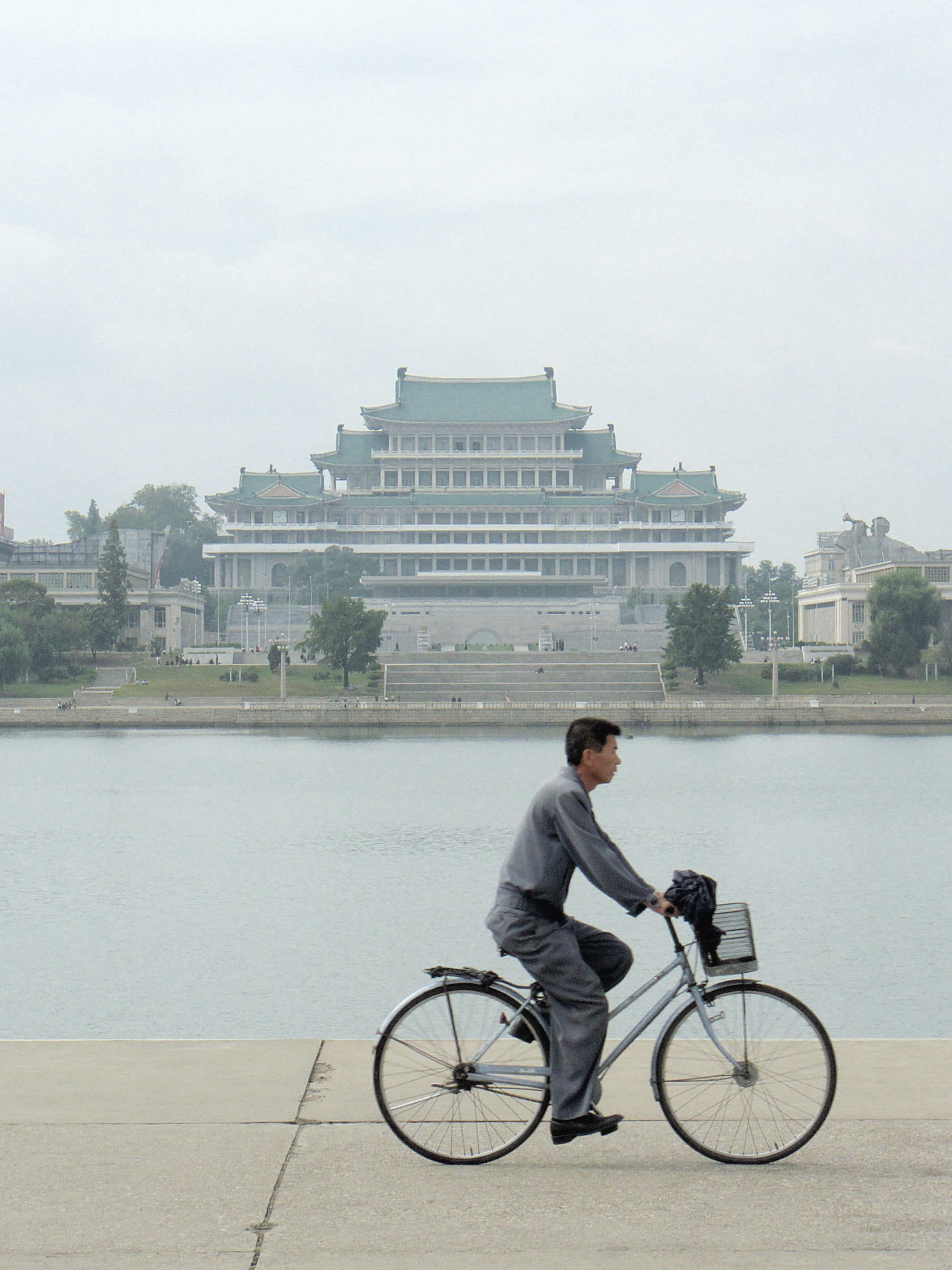
Widok na Plac Kim Ir Sena oraz Wielką Bibliotekę Ludową

W skład dzielnicy wchodzą następujące jednostki administracyjne:
| Nazwa jednostki administracyjnej | Rodzaj jednostki administracyjnej | Chosŏn’gŭl | Hancha   |
| -------------------------------- | --------------------------------- | ---------- | -------- |
| Ch’anggwang-dong                 | osiedle                           | 창광동     | 蒼光洞   |
| Chongno-dong                     | osiedle                           | 종로동     | 鍾路洞   |
| Chungsŏng-dong                   | osiedle                           | 중성동     | 中城洞   |
| Haebangsan-dong                  | osiedle                           | 해방산동   | 解放山洞 |
| Kyogu-dong                       | osiedle                           | 교구동     | 橋口洞   |
| Kyŏngnim-dong                    | osiedle                           | 경림동     | 敬臨洞   |
| Kyŏngsang-dong                   | osiedle                           | 경상동     | 慶上洞   |
| Mansu-dong                       | osiedle                           | 만수동     | 萬壽洞   |
| Oesŏng-dong                      | osiedle                           | 외성동     | 外城洞   |
| Ot’an-dong                       | osiedle                           | 오탄동     | 烏灘洞   |
| Pot’ongmun-dong                  | osiedle                           | 보통문동   | 普通門洞 |
| Ryŏnhwa-dong                     | osiedle                           | 련화동     | 蓮花洞   |
| Ryusŏng-dong                     | osiedle                           | 류성동     | 柳城洞   |
| Sŏch’ang-dong                    | osiedle                           | 서창동     | 西蒼洞   |
| Sŏmun-dong                       | osiedle                           | 서문동     | 西門洞   |
| Taedongmun-dong                  | osiedle                           | 대동문동   | 大同門洞 |
| Dong’an-dong                     | osiedle                           | 동안동     | 東岸洞   |
| Tonghŭng-dong                    | osiedle                           | 동흥동     | 東興洞   |
| Tongsŏng-dong                    | osiedle                           | 동성동     | 東城洞   |
| Yŏkjŏn-dong                      | osiedle                           | 역전동     | 驛前洞   |

## Ważne miejsca na terenie dzielnicy
- Plac Kim Ir Sena
- Pomniki Kim Ir Sena i Kim Dzong Ila na wzgórzu Mansu
- Wielka Biblioteka Ludowa
- Dzielnica mieszkaniowa Ch’angjŏn
- Stacja kolejowa Pjongjang Główny
- Hotel Koryŏ
- Hotel Taedonggang w Pjongjangu
- Uniwersytet Technologiczny im. Kim Ch’aeka
- Uniwersytet Języków Obcych
- Akademia Medyczna
- Dom Towarowy nr 1 w Pjongjangu
- Restauracja Ongnyu
- Siedziba Komitetu Centralnego Partii Pracy Korei
- Siedziba Najwyższego Zgromadzenia Ludowego
- Siedziba Ministerstwa Spraw Zagranicznych KRLD
- Siedziba Ministerstwa Handlu Zagranicznego KRLD